# Adam Hastings
Adam R. Hastings (Edimburgo, 5 de octubre de 1996) es un jugador británico de rugby que se desempeña como apertura y juega en los Glasgow Warriors. Es internacional con el XV del Cardo desde 2018.

## Carrera
Es hijo de Gavin Hastings, considerado uno de los mejores jugadores escoceses de la historia y ex–capitán del seleccionado, y sobrino de Scott Hastings quien también representó a Escocia.

## Selección nacional
Gregor Townsend lo convocó al XV del Cardo para disputar los test matches de mitad de año 2018 y debutó frente a los Canucks. En total lleva 17 partidos jugados y 59 puntos marcados.

### Participaciones en Copas del Mundo
Townsend lo llevó a Japón 2019 como suplente de Finn Russell. Escocia resultó eliminada en primera fase y Hastings jugó contra Samoa y Rusia.
| Mundial                       | Sede  | Resultado      | PJ | Tries |
| ----------------------------- | ----- | -------------- | -- | ----- |
| Copa Mundial de Rugby de 2019 | Japón | Fase de grupos | 2  | 2     |